# Sachinvestition
Sachinvestitionen (auch Realinvestitionen genannt; englisch tangible investment) sind in der Volkswirtschaftslehre und Betriebswirtschaftslehre Investitionen in körperliche Vermögenswerte. Gegensatz sind die immateriellen Investitionen.

## Allgemeines
Der Begriff der Sachinvestition wird in der Fachliteratur nicht einheitlich beschrieben, aber in der Regel mit materialisierten Gegenständen des Anlagevermögens und Umlaufvermögens in Verbindung gebracht. Es gibt hinsichtlich der Art des Investitionsobjektes Sach-, Finanz- und immaterielle Investitionen. Die Sachinvestitionen gehören zu den (materiellen) Realgütern.

## Arten
Zu den Sachinvestitionen zählen in Unternehmen in erster Linie Vermögensgegenstände des Sachanlagevermögens, welches aus Grundstücken und grundstücksgleichen Rechten (bebaut oder unbebaut), technischen Anlagen und Maschinen, Betriebs- und Geschäftsausstattung, Fahrzeugen, geleisteten Anzahlungen hierauf und Anlagen im Bau besteht. Nach der Investitionsabsicht lassen sich Sachinvestitionen als Erweiterungsinvestition (Erweiterung der Kapazität), Ersatzinvestition oder Rationalisierungsinvestition einteilen.
Ausgaben für Bilanzpositionen im Umlaufvermögen werden in der Literatur meist nicht als  Sachinvestitionen angesehen, weil ihnen die Eigenschaft der Langfristigkeit einer Investition fehlt.

## Bilanzierung
Für die Bilanzierung sieht § 266 Abs. 2 A II HGB eine eigene Bilanzposition „Sachanlagen“ auf der Aktivseite der Bilanz vor, die je nach Unternehmensart noch stärker zu untergliedern ist. Im Anlagengitter können die im Geschäftsjahr getätigten Brutto-Investitionen im Sachanlagevermögen in der Spalte „Zugänge“ abgelesen werden. 

## Volkswirtschaftslehre
Steigt das Zinsniveau auf dem Kapitalmarkt, nehmen Sachinvestitionen ab und umgekehrt. Das liegt an der Grenzleistungsfähigkeit des Kapitals, die die eigentliche Grundlage von Investitionsentscheidungen bildet. Die Unternehmen investieren nur dann, wenn die Grenzleistungsfähigkeit des Kapitals den aktuellen Marktzins übersteigt. Erzielt eine Investition eine höhere Rendite als eine alternative Geldanlage, wird investiert und umgekehrt. Steigt jedoch der Marktzins, verringert sich die Wahrscheinlichkeit, dass die Grenzleistungsfähigkeit höher liegt als der Marktzins. Zudem erhöhen sich bei fremdfinanzierten Sachinvestitionen durch den erhöhten Kreditzins auch die Kapitalkosten und damit die Fixkosten, so dass sich Gewinne verringern oder Verluste erhöhen.
Bei erwarteter Lebensdauer einer zu erwerbenden Maschine von 2 Jahren ergibt sich folgende Formel:
{\displaystyle AK=Q_{1}+{\frac {Q_{2}}{1+R}}}
Hierin sind

{\displaystyle AK} Anschaffungskosten der Investition

{\displaystyle Q_{1}} Nettoeinnahmen der Investition im ersten Jahr

{\displaystyle Q_{2}} Nettoeinnahmen der Investition im zweiten Jahr

{\displaystyle R} Grenzleistungsfähigkeit des Kapitals (Investitionsrendite)
Während in der Finanzstatistik die Ausgaben im Straßenbau für Um-, Ausbau und Instandhaltung unter Sachinvestitionen verbucht werden, schlagen sie sich in der Volkswirtschaftlichen Gesamtrechnung als Staatsverbrauch nieder.  